# Kiosk
En kiosk er en avis- og bladforretning eller lignende (f.eks. bladkiosk, iskiosk osv.)
Ordet kommer fra det tyrkiske sprog (som selv stammer fra persisk kōš , "palads, forhal"), hvor det oprindelig var betegnelse for en havepavillon, og senere blev betegnelse for en pavillonlignende bygning, hvorfra der forhandles aviser m.m.
Kiosk er desuden også et international udtryk for en automat eller lignede (f.eks. billetautomat el. selvbetjeningsautomat). Se øvrige engelske sider for mere information omkring emnet.